# Kroatien i olympiska vinterspelen 2022
Kroatien deltog i de olympiska vinterspelen 2022 i Peking i Kina mellan den 4 och 20 februari 2022.
Kroatiens lag bestod av 11 idrottare (fyra män och sju kvinnor) som tävlade i fyra sporter. Zrinka Ljutić och Marko Skender var landets fanbärare under öppningsceremonin. Vid avslutningsceremonin var längdåkaren Tena Hadžic landets fanbärare.

## Alpin skidåkning
| Idrottare     | Gren                 | Åk 1    | Åk 1      | Åk 2             | Åk 2             | Totalt           | Totalt           |
| Idrottare     | Gren                 | Tid     | Placering | Tid              | Placering        | Tid              | Placering        |
| ------------- | -------------------- | ------- | --------- | ---------------- | ---------------- | ---------------- | ---------------- |
| Samuel Kolega | Herrarnas storslalom | 1.06,53 | 24        | 1.10,75          | 23               | 2.17,28          | 21               |
| Filip Zubčić  | Herrarnas storslalom | 1.04,69 | 15        | 1.07,40          | 9                | 2.12,09          | 10               |
| Samuel Kolega | Herrarnas slalom     | 55,54   | 18        | 50,42            | 6                | 1.45,96          | 15               |
| Matej Vidović | Herrarnas slalom     | 56,57   | 26        | 50,79            | 14               | 1.47,36          | 20               |
| Filip Zubčić  | Herrarnas slalom     | 55,79   | 21        | 50,89            | 17               | 1.46,68          | 18               |
| Andrea Komšić | Damernas storslalom  | 0DNS0   | 0DNS0     | Gick inte vidare | Gick inte vidare | Gick inte vidare | Gick inte vidare |
| Zrinka Ljutić | Damernas storslalom  | 1.02,50 | 35        | 1.01,27          | 27               | 2.03,77          | 28               |
| Andrea Komšić | Damernas slalom      | 0DNF0   | 0DNF0     | Gick inte vidare | Gick inte vidare | Gick inte vidare | Gick inte vidare |
| Zrinka Ljutić | Damernas slalom      | 55,03   | 26        | 53,88            | 23               | 1.48,91          | 25               |
| Leona Popović | Damernas slalom      | 55,31   | 30        | 53,11            | 12               | 1.48,42          | 23               |

## Längdskidåkning
Distans
| Idrottare     | Gren                          | Final     | Final    | Final     |
| Idrottare     | Gren                          | Tid       | Diff.    | Placering |
| ------------- | ----------------------------- | --------- | -------- | --------- |
| Marko Skender | Herrarnas 15 km klassisk stil | 48.30,8   | +10.36,0 | 85        |
| Marko Skender | Herrarnas 50 km fristil       | 1:30.34,5 | +19.01,8 | 57        |
| Tena Hadžić   | Damernas 10 km klassisk stil  | 36.27,5   | +8.21,2  | 83        |
| Vedrana Malec | Damernas 10 km klassisk stil  | 34.31,6   | +6.25,3  | 73        |
| Vedrana Malec | Damernas 30 km fristil        | 1:41.18,6 | +16.24,6 | 52        |

Sprint
| Idrottare                 | Gren                   | Kval    | Kval      | Kvartsfinal      | Kvartsfinal      | Semifinal        | Semifinal        | Final            | Final            |
| Idrottare                 | Gren                   | Tid     | Placering | Tid              | Placering        | Tid              | Placering        | Tid              | Placering        |
| ------------------------- | ---------------------- | ------- | --------- | ---------------- | ---------------- | ---------------- | ---------------- | ---------------- | ---------------- |
| Marko Skender             | Herrarnas sprint       | 3.06,86 | 69        | Gick inte vidare | Gick inte vidare | Gick inte vidare | Gick inte vidare | Gick inte vidare | Gick inte vidare |
| Tena Hadžić               | Damernas sprint        | 3.45,60 | 71        | Gick inte vidare | Gick inte vidare | Gick inte vidare | Gick inte vidare | Gick inte vidare | Gick inte vidare |
| Vedrana Malec             | Damernas sprint        | 3.33,12 | 53        | Gick inte vidare | Gick inte vidare | Gick inte vidare | Gick inte vidare | Gick inte vidare | Gick inte vidare |
| Tena Hadžić Vedrana Malec | Damernas sprintstafett | —       | —         | —                | —                | 26.29,23         | 10               | Gick inte vidare | 20               |

## Short track
| Idrottare       | Gren             | Heat   | Heat      | Kvartsfinal      | Kvartsfinal      | Semifinal        | Semifinal        | Final            | Final     |
| Idrottare       | Gren             | Tid    | Placering | Tid              | Placering        | Tid              | Placering        | Tid              | Placering |
| --------------- | ---------------- | ------ | --------- | ---------------- | ---------------- | ---------------- | ---------------- | ---------------- | --------- |
| Valentina Aščić | Damernas 500 m   | 44,681 | 3         | Gick inte vidare | Gick inte vidare | Gick inte vidare | Gick inte vidare | Gick inte vidare | 23        |
| Valentina Aščić | Damernas 1 500 m | —      | —         | 2.21,456         | 5                | Gick inte vidare | Gick inte vidare | Gick inte vidare | 26        |

## Snowboard
Freestyle
| Idrottare   | Gren                | Kval  | Kval  | Kval  | Kval  | Kval      | Final            | Final            | Final            | Final            | Final            |
| Idrottare   | Gren                | Åk 1  | Åk 2  | Åk 3  | Bästa | Placering | Åk 1             | Åk 2             | Åk 3             | Bästa            | Placering        |
| ----------- | ------------------- | ----- | ----- | ----- | ----- | --------- | ---------------- | ---------------- | ---------------- | ---------------- | ---------------- |
| Lea Jugovac | Damernas big air    | 9,25  | 15,00 | 10,00 | 24,25 | 28        | Gick inte vidare | Gick inte vidare | Gick inte vidare | Gick inte vidare | Gick inte vidare |
| Lea Jugovac | Damernas slopestyle | 0DNS0 | 0DNS0 | 0DNS0 | 0DNS0 | 0DNS0     | Gick inte vidare | Gick inte vidare | Gick inte vidare | Gick inte vidare | Gick inte vidare |